# Джузеппе Россі
Джузе́ппе Ро́ссі (італ. Giuseppe Rossi; нар. 1 лютого 1987, Тінек, Нью-Джерсі, США) — італійський футболіст, нападник. Відомий виступами за «Вільярреал» та національну збірну Італії.
Володар Кубка англійської ліги.

## Клубна кар'єра
Народився в американському місті Тінек, Нью-Джерсі, в родині італійських імігрантів. У 12-річному віці переїхав з батьком до Італії, де вступив до футбольної академії «Парми».
2004 року молодого гравця помітили скаути англійського «Манчестер Юнайтед» і запропонували перебратися до Манчестера. Того ж сезону футболіст провів свої перші офіційні ігри за манчестерську команду — два матчі в розіграші Кубка Футбольної Ліги. Наступного сезону відбувся й дебют в іграх англійської Прем'єр-ліги, в рамках якої Россі відіграв за «Манчестер Юнайтед» п'ять матчів і навіть відзначився забитим голом.
2006 року приєднався на умовах оренди до «Ньюкасл Юнайтед», де молодий нападник також мав обмежену ігрову практику й провів за першу половину сезону лише 11 матчів чемпіонату.
На початку 2007 року повернувся в Італію, де півроку, також як орендований гравець, захищав кольори «Парми».
Влітку 2007 року Россі повернувся з оренди до «Манчестера», який прийняв пропозицію щодо переходу нападника до іспанського «Вільярреала». В Іспанії Россі досить швидко виборов місце у стартовому складі команді і наразі встиг відіграти за вільярреальський клуб 136 матчів у національному чемпіонаті.
У листопаді 2012 року з'явилася новина про те, що італійським нападаючим офіційно цікавиться «Ліверпуль», якому дуже потрібні нові форварди, а Россі хоче покинути «жовту субмарину». За попередніми даними, сума трансферу Джузеппе становить € 10 млн — та сама цифра, за яку він був проданий у «Вільярреал».
4 січня 2013 Россі офіційно став гравцем «Фіорентіни».

## Виступи за збірні
2003 року дебютував у складі юнацької збірної Італії, взяв участь у 22 іграх на юнацькому рівні, відзначившись 9 забитими голами (в командах різних вікових категорій).
Протягом 2006—2008 років залучався до складу молодіжної збірної Італії. На молодіжному рівні зіграв у 16 офіційних матчах, забив 5 голів.
2008 року захищав кольори олімпійської збірної Італії. У складі цієї команди провів 6 матчів, забив 6 голів. У складі збірної був учасником футбольного турніру на Олімпійських іграх 2008 року у Пекіні, де став найкращим бомбардиром цього змагання.
2008 року дебютував в офіційних матчах у складі національної збірної Італії. Наразі провів у формі головної команди країни 30 матчів, забивши 7 голів.
| Дата       | Місто        | Господарі         | Результат | Гості             | Турнір             | Голи | Примітки |
| ---------- | ------------ | ----------------- | --------- | ----------------- | ------------------ | ---- | -------- |
| 11/10/2008 | Софія        | Болгарія          | 0 – 0     | Італія            | Відбір до ЧС 2010  | -    |          |
| 19/11/2008 | Афіни        | Греція            | 1 – 1     | Італія            | товариський матч   | -    |          |
| 10/02/2009 | Лондон       | Бразилія          | 2 – 0     | Італія            | товариський матч   | -    |          |
| 06/06/2009 | Піза         | Італія            | 3 – 0     | Північна Ірландія | товариський матч   | 1    |          |
| 10/06/2009 | Преторія     | Італія            | 4 – 3     | Нова Зеландія     | товариський матч   | -    |          |
| 15/06/2009 | Преторія     | США               | 1 – 3     | Італія            | Кубок Конфедерацій | 2    |          |
| 18/06/2009 | Йоганнесбург | Єгипет            | 1 – 0     | Італія            | Кубок Конфедерацій | -    |          |
| 21/06/2009 | Преторія     | Італія            | 0 – 3     | Бразилія          | Кубок Конфедерацій | -    |          |
| 12/08/2009 | Базель       | Швейцарія         | 0 – 0     | Італія            | товариський матч   | -    |          |
| 05/09/2009 | Тбілісі      | Грузія            | 0 – 2     | Італія            | Відбір до ЧС 2010  | -    |          |
| 09/09/2009 | Турин        | Італія            | 2 – 0     | Болгарія          | Відбір до ЧС 2010  | -    |          |
| 14/10/2009 | Парма        | Італія            | 3 – 2     | Кіпр              | Відбір до ЧС 2010  | -    |          |
| 14/11/2009 | Пескара      | Італія            | 0 – 0     | Нідерланди        | товариський матч   | -    |          |
| 18/11/2009 | Чезена       | Італія            | 1 – 0     | Швеція            | товариський матч   | -    |          |
| 10/08/2010 | Лондон       | Італія            | 0 – 1     | Кот-д'Івуар       | товариський матч   | -    |          |
| 07/09/2010 | Флоренція    | Італія            | 5 – 0     | Фарерські острови | Відбір до ЧЄ 2012  | -    |          |
| 08/10/2010 | Белфаст      | Північна Ірландія | 0 – 0     | Італія            | Відбір до ЧЄ 2012  | -    |          |
| 17/11/2010 | Клагенфурт   | Румунія           | 1 – 1     | Італія            | товариський матч   | -    | кап.     |
| 09/02/2011 | Дортмунд     | Німеччина         | 1 – 1     | Італія            | товариський матч   | 1    |          |
| 25/03/2011 | Любляна      | Словенія          | 0 – 1     | Італія            | Відбір до ЧЄ 2012  | -    |          |
| 29/03/2011 | Київ         | Україна           | 0 – 2     | Італія            | товариський матч   | 1    |          |
| 03/06/2011 | Модена       | Італія            | 3 – 0     | Естонія           | Відбір до ЧЄ 2012  | 1    |          |
| 07/06/2011 | Льєж         | Італія            | 0 – 2     | Ірландія          | товариський матч   | -    |          |
| 10/08/2011 | Барі         | Італія            | 2 – 1     | Іспанія           | товариський матч   | -    |          |
| 02/09/2011 | Торсгавн     | Фарерські острови | 0 – 1     | Італія            | Відбір до ЧЄ 2012  | -    |          |
| 06/09/2011 | Флоренція    | Італія            | 1 – 0     | Словенія          | Відбір до ЧЄ 2012  | -    |          |
| 07/10/2011 | Белград      | Сербія            | 1 – 1     | Італія            | Відбір до ЧЄ 2012  | -    |          |
| 15/10/2013 | Неаполь      | Італія            | 2 – 2     | Вірменія          | Відбір до ЧС 2014  | -    | 73'      |
| 18/11/2013 | Лондон       | Італія            | 2 – 2     | Нігерія           | товариський матч   | 1    | 53'      |
| 31/05/2014 | Лондон       | Італія            | 0 – 0     | Ірландія          | товариський матч   | -    | 71'      |
| Усього     |              | Матчів            | 30        |                   | Голів              | 7    |          |

## Титули і досягнення
- Володар Кубка англійської ліги (1):

«Манчестер Юнайтед»: 2005–06